# László Kiss (fotbalista)
László Kiss (* 12. března 1956, Taszár) je bývalý maďarský fotbalista a od roku 1993 fotbalový trenér.
S klubem Vasas SC vyhrál v roce 1981 maďarský fotbalový pohár a v roce 1983 Středoevropský pohár. V letech 1985 až 1987 působil ve francouzském Montpellier HSC, kterému pomohl k postupu do Ligue 1. V maďarské fotbalové reprezentaci odehrál 33 zápasů a vstřelil v nich jedenáct branek. Zúčastnil se mistrovství světa ve fotbale 1982: v utkání proti Salvadoru, které Maďaři vyhráli 10:1, přišel na hřiště v 55. minutě zápasu a skóroval v 69., 72. a 76. minutě. Zaznamenal tak nejrychlejší hattrick v dějinách světových šampionátů a je také jediným střídajícím hráčem, který v utkání MS vstřelil tři branky.
Jako trenér přivedl budapešťský ženský klub 1. FC Femina k šesti titulům mistryň Maďarska a účasti v osmifinále Ligy mistryň UEFA, v letech 2010–2012 vedl maďarskou ženskou fotbalovou reprezentaci.